# Бембло
Бембло (пол. Bębło) — село в Польщі, у гміні Велька Весь Краківського повіту Малопольського воєводства.
Населення — 1200 осіб (2011).
У 1975-1998 роках село належало до Краківського воєводства.

## Демографія
Демографічна структура станом на 31 березня 2011 року:
|          | Загалом | Допрацездатний вік | Працездатний вік | Постпрацездатний вік |
| -------- | ------- | ------------------ | ---------------- | -------------------- |
| Чоловіки | 584     | 130                | 394              | 60                   |
| Жінки    | 616     | 116                | 378              | 122                  |
| Разом    | 1200    | 246                | 772              | 182                  |